# Parafia Bożego Ciała w Bolesławiu

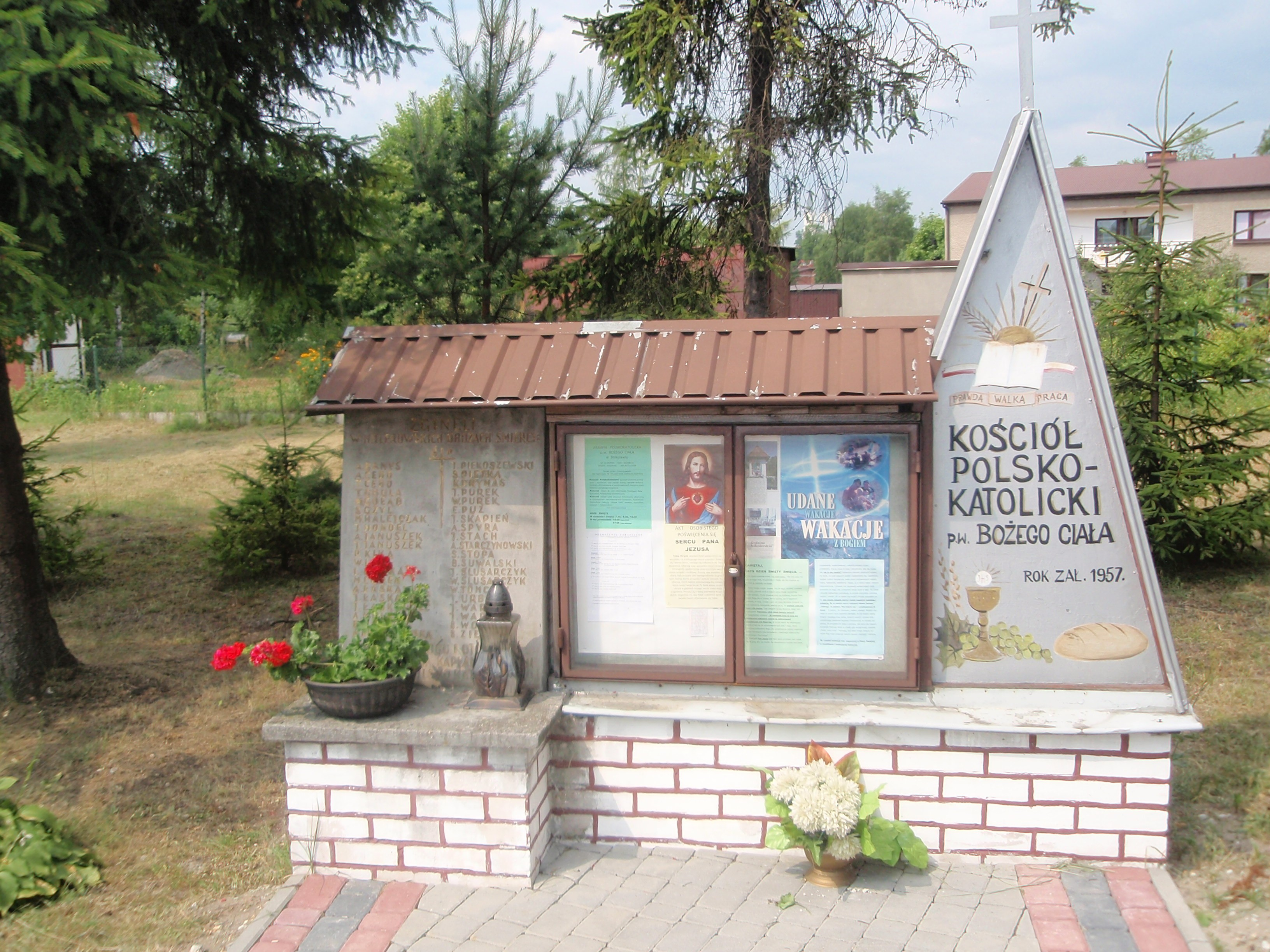
Tablica informacyjna przy parafii

Parafia Bożego Ciała w Bolesławiu – najliczniejsza parafia Kościoła Polskokatolickiego w RP położona na terenie diecezji warszawskiej w dekanacie warszawsko-łódzkim. We wsi Bolesław znajduje się największe w Polsce skupisko wiernych Kościoła Polskokatolickiego.
Msze święte celebrowane są codziennie o godz. 17.00 oraz w niedziele o godz. 7.30, 9.30 oraz 12.00.

## Historia
Parafia polskokatolicka pw. Jezusa Chrystusa w Bolesławiu powstała w 1957 w wyniku zatargu wiernych tutejszej parafii rzymskokatolickiej z biskupem kieleckim. Wszystko zaczęło się od sporu pomiędzy parafianami a miejscowym proboszczem, księdzem Janem Kornobisem, mającym jakoby zdaniem swojego wikarego (za to oskarżenie został usunięty z Bolesławia) zdefraudować zebrane wśród parafian pieniądze na remont i rozbudowę budynków parafialnych. 28 października 1956 grupa mieszkańców Bolesławia wyważyła drzwi plebanii i siłą usunęła z niej proboszcza, domagając się jednocześnie powrotu usuniętego wikariusza i objęcia przez niego parafii. Księdza Jana Kornobisa wywieziono na taczkach, na jego miejsce kuria kielecka powołała księdza Stanisława Kurdybanowskiego, przydzielając mu do pomocy wikarego, księdza Witolda Stolarczyka. 22 czerwca 1957 grupa mieszkańców Bolesławia siłą usunęła z budynków parafialnych proboszcza i wikarego oraz trzy siostry zakonne.
1 września 1957 do Bolesławia przybył przebywający w Polsce biskup Polskiego Narodowego Kościoła Katolickiego w USA ksiądz Leon Grochowski. W jego obecności grupa wiernych, która przeszła na polskokatolicyzm, według władz licząca około 7 tysięcy osób, zajęła świątynię w Bolesławiu.
Parafię polskokatolicką we wsi ustanowiono 15 października 1957. Jej proboszczem został ksiądz Tadeusz Gotówka. Wyrok Sądu Najwyższego z października 1973 przywrócił diecezji kieleckiej prawo własności świątyni, cmentarza i gruntów w Bolesławiu. W 1984 z części parafii w Bolesławiu wydzielono osobną Serca Jezusowego w Bukownie-Wsi. Od 2003 parafia jest pod wezwaniem Bożego Ciała. Zmiany wezwania z „Jezusa Chrystusa” na „Bożego Ciała” dokonał ówczesny proboszcz ks. inf. mgr Kazimierz Fonfara. W 2007 parafię przeniesiono z diecezji krakowsko-częstochowskiej do warszawskiej. Po przejściu ks. inf. mgr Kazimierza Fonfary na emeryturę, 16 września 2007 proboszczem parafii został ks. mgr Leszek Kołodziejczyk. Od 2013 w Bolesławiu znajduje się siedziba dziekana warszawsko-łódzkiego.